# Psychotria nicobarica
Psychotria nicobarica är en måreväxtart som beskrevs av Wilhelm Sulpiz Kurz. Psychotria nicobarica ingår i släktet Psychotria och familjen måreväxter. Inga underarter finns listade i Catalogue of Life.